# Novavax-COVID-19-vaccin
Het Novavax COVID-19-vaccin, met de codenaam NVX-CoV2373, is een subunit-vaccin, ontwikkeld door Novavax en de Coalition for Epidemic Preparedness Innovations, dat in India onder de merknaam Covovax is getest. Het is in de Europese Unie onder de merknaam Nuvaxovid op de markt gebracht. Het vereist twee doses en is stabiel bij gekoelde temperaturen van 2 tot 8 °C. Het Europees Geneesmiddelenbureau keurde het vaccin op 20 december 2021 goed voor gebruik in de Europese Unie.
Het Novavax-vaccin bevat kopieën van de eiwituitsteeksels die alle varianten van het coronavirus kenmerken. Die eiwitten worden direct bij de gevaccineerde ingespoten, waardoor het lichaam leert de corona eiwitten die COVID-19 veroorzaken te herkennen en te bestrijden. Het vaccin wordt gegeven in twee doses die met een tussenpoos van 21 dagen worden toegediend.